# Epsilon Leonis
Epsilon Leonis (ε Leo) – gwiazda w gwiazdozbiorze Lwa, odległa o około 246 lat świetlnych od Słońca.

## Nazwa
Gwiazda nie ma powszechnie używanej nazwy własnej. Arabowie nazywali tę gwiazdę opisowo ‏رأس الأسد الجنوبي‎ rās al-’asad al-janūbī, co oznacza „południowa [gwiazda] głowy Lwa”. Z wyrażenia tego utworzono rzadko stosowaną nazwę Algenubi („południowa”).

## Charakterystyka obserwacyjna
Jest to piąta co do jasności gwiazda konstelacji. Jej obserwowana wielkość gwiazdowa to 2,98m.

## Charakterystyka fizyczna
Epsilon Leonis to jasny żółty olbrzym, gwiazda typu widmowego G1. Ma temperaturę 5300 K i jasność 360 razy większą niż jasność Słońca. Jej promień jest 23 razy większy niż promień Słońca, a masa cztery razy większa niż masa Słońca. Gwiazda zaczęła życie około 165 milionów lat temu jako gorętsza przedstawicielka typu widmowego B4 i opuściła już ciąg główny. Przejawia nieznaczne wahania jasności (około 0,1m) z okresem kilku dni, typowe dla cefeid.